# Raquel Meller

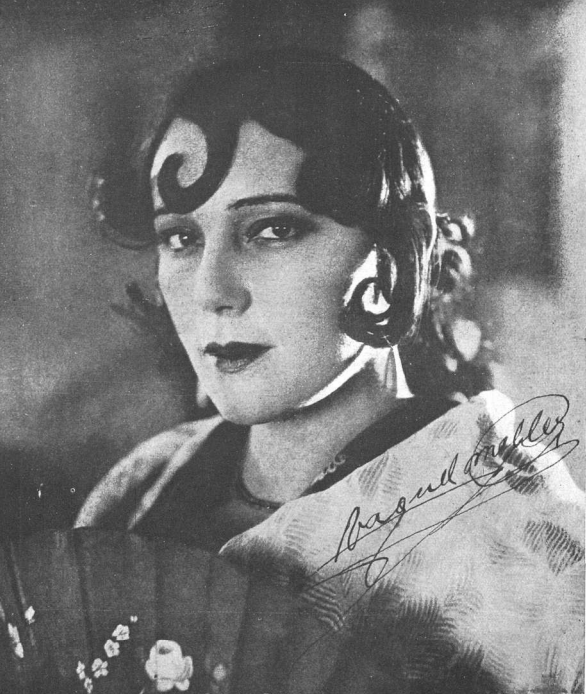
Raquel Meller in Carmen (1927)

Raquel Meller (Francisca Marqués López; * 9. März 1888 in Tarazone; † 26. Juli 1962 in Barcelona) war eine spanische Sängerin und Schauspielerin.

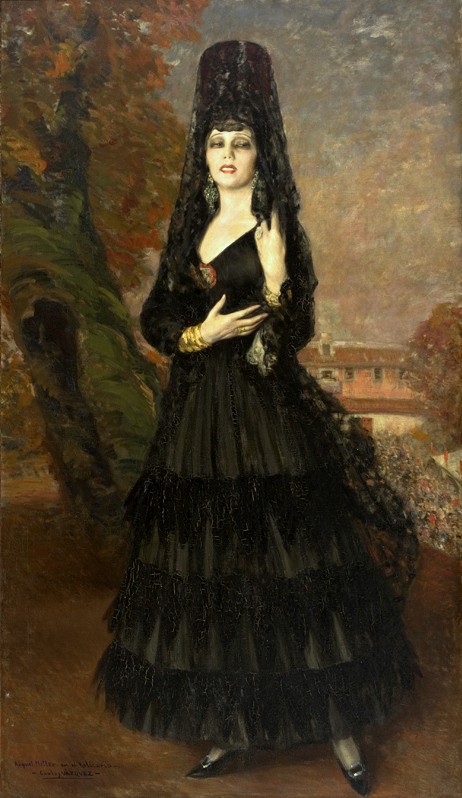
Carlos Vázquez: Raquel Meller

Francisca Marqués entstammte einer armen Familie. Sie wuchs in einem Kloster auf und kehrte erst zwölfjährig zu ihrer Familie zurück, die inzwischen in Barcelona lebte. Sie arbeitete dort als Schneiderin. Eine ihrer Kundinnen, die Sängerin Marta Oliver, entdeckte ihr musikalisches Talent und verhalf ihr ab 1906 zu Auftritten als Coupletsängerin im La Gran Peña. Sie erhielt bald auch weitere Angebote und trat 1911 zur Eröffnung des Trianón Palace in Madrid mit Amalia Molina, Pastora Imperio und La Goya auf. Im gleichen Jahr war sie Star des Programms im Arnau Theater in Barcelona und trat seitdem als Raquel Méller auf.
Es folgten erste Plattenaufnahmen und Auftritte u. a. im El Dorado in Barcelona. Auch internationaler Erfolg stellte sich ein. 1919 debütierte sie am Olympia-Theater in Paris. Nach ihrer Rückkehr nach Spanien erhielt sie die Hauptrolle in Ricardo de Baños’ Film Arlequines de Oro y Seda. Es folgten Rollen u. a. in La gitana blanca (1919), Violettes impériales (Henry Roussel, 1924) und Carmen (Jacques Feyder, 1926).
1919 heiratete Meller den guatemaltekischen Journalisten und Diplomaten Enrique Gómez Carrillo. Gemeinsam mit ihm unternahm sie eine internationale Konzertreise, die sie u. a. nach Buenos Aires und London führte. Bereits 1922 trennte sich das Paar wieder. 1926 holte sie der Promoter Ray Goetz für Auftritte am Empire Theater nach New York. 1932 drehte sie eine Tonfilmvariante des Films Violettes impériales, eine weitere Filmproduktion wurde durch den Ausbruch des Spanischen Bürgerkriegs unterbrochen. Von 1937 bis 1939 lebte Meller in Argentinien, dann kehrte sie wieder nach Spanien zurück, konnte aber nicht mehr an ihre früheren Erfolge anknüpfen.